# Liste der politischen Bezirke des Burgenlands

Lage des Burgenlands innerhalb Österreichs

Die Liste der politischen Bezirke des Burgenlands gibt einen Überblick über die sieben politische Bezirke und zwei Freistädte des jüngsten österreichischen Bundeslandes.

## Geographie

Burgenland: Regionen und Bezirke

Das Burgenland wird landschaftlich in drei Regionen eingeteilt, wobei das Mittelburgenland manchmal dem Südburgenland zugerechnet wird.
- Nordburgenland
- Mittelburgenland
- Südburgenland

Das Nordburgenland bildet eine Ebene nördlich des Ödenburger Gebirges in den Bezirken Eisenstadt, Eisenstadt-Umgebung, Neusiedl am See, Mattersburg und Rust. Das Mittelburgenland, bestehend aus dem Bezirk Oberpullendorf, ist hingegen hügelig und wird im Süden durch das Günser Gebirge vom ebenfalls hügeligen Südburgenland getrennt. Das Südburgenland besteht aus den Bezirken Güssing, Jennersdorf und Oberwart.

## Geschichte
Die Bezirke sind (mit Ausnahme von Jennersdorf) aus Stuhlbezirken ungarischer Komitate entstanden und wurden mit der Aufnahme des Burgenlandes in die Republik Österreich entsprechend den politischen Bezirken der anderen Länder organisiert. Als Freistädte davon ausgenommen waren Eisenstadt und Rust, die Anerkennung eines den Statutarstädten anderer Bundesländer entsprechenden Status erfolgte 1926.
- Neusiedl war ein Stuhlbezirk des Komitats Wieselburg, die östliche Grenzlinie wurde allerdings etwas vereinfacht, sodass einige Gebiete der Stuhlbezirke Magyaróvár und Rajka dazukamen.
- Eisenstadt (heutiges Eisenstadt-Umgebung) und Mattersburg waren Stuhlbezirke des Komitats Ödenburg
- Oberpullendorf war gleichfalls ein Stuhlbezirk des Komitats Ödenburg, allerdings wurden die Grenzen stark verändert, da Gebiete dazugeschlagen wurden, die vorher zum Stuhlbezirk Ödenburg und zum Stuhlbezirk Güns des Komitats Eisenburg gehört hatten
- Oberwart und Güssing waren Stuhlbezirke des Komitats Eisenburg, bei beiden wurden die Grenzen im Osten etwas verändert
- Einzige Neubildung war Jennersdorf, das aus dem deutsch- und kroatischsprachigen Westteil des Stuhlbezirks St. Gotthard, ebenfalls im Komitat Eisenburg, gebildet wurde

## Daten

Das Wappen des Burgenlandes

- B = Bezirk, F = Freistadt, ⇓ = Link zur unteren Tabelle
- Einwohner: Einwohnerzahl des Bezirks mit Stand 1. Jänner 2024[4]
- Fläche in km²: Fläche des Bezirks in Quadratkilometern
- Dichte: Bevölkerungsdichte des Bezirks (Einwohner pro Quadratkilometer)

Hinweis: Mit Klick auf die Pfeile ⇑⇓ ist das Navigieren zwischen den Daten zum Bezirk und der Gemeindeübersicht in beide Richtungen möglich.
| Name                    | Einwohner | Fläche in km² | Dichte Ew/km² |
| ----------------------- | --------- | ------------- | ------------- |
| F ⇓ Eisenstadt          | 16.037    | 42,88         | 374           |
| B ⇓ Eisenstadt-Umgebung | 44.792    | 453,14        | 99            |
| B ⇓ Güssing             | 26.072    | 485,34        | 54            |
| B ⇓ Jennersdorf         | 17.235    | 253,34        | 68            |
| B ⇓ Mattersburg         | 40.983    | 237,83        | 172           |
| B ⇓ Neusiedl am See     | 61.862    | 1.038,64      | 60            |
| B ⇓ Oberpullendorf      | 37.807    | 701,44        | 54            |
| B ⇓ Oberwart            | 55.179    | 732,58        | 75            |
| F ⇓ Rust                | 1.984     | 20,01         | 99            |

Die Freistadt Rust ist, sowohl nach Fläche als auch nach Einwohnern, die kleinste Statutarstadt Österreichs und somit auch des Burgenlands. Der größte burgenländische Bezirk nach denselben Kennwerten ist der Bezirk Neusiedl am See. Die höchste Einwohnerdichte hat die Freistadt Eisenstadt.

## Gemeindeübersicht
- Bezirk, Lage und Kfz-Kz.: Name des Bezirks, eine Lagekarte des Bezirks im Burgenland und das Kfz-Kennzeichen-Kürzel des Bezirks
- Gemeinden: Die Gemeinden im Bezirk, aufgeteilt in Städte, Marktgemeinden und Gemeinden. In Klammern steht jeweils die Anzahl der Gemeinden dieses Typs inklusive des Bezirksvorortes.
- Bemerkung: Zusätzliche Informationen zum Bezirk wie angrenzende Bezirke (in den Nachbarländern mit Bezirken vergleichbare Verwaltungseinheiten)[5]

Hinweis: Mit Klick auf die Pfeile ⇑⇓ ist das Navigieren zwischen der Gemeindeübersicht und den Daten zum Bezirk in beide Richtungen möglich.
| Bezirk, Lage und Kfz-Kz. | Bezirksvorort, Städte, Marktgemeinden und Gemeinden | Bemerkung |
| ------------------------ | --- | --- |
| ⇑ Eisenstadt E           | Freistadt | Die Landeshauptstadt im Nordburgenland wird komplett vom Bezirk Eisenstadt-Umgebung umschlossen. |
| ⇑ Eisenstadt-Umgebung EU | Bezirksvorort Eisenstadt Städte (2) Neufeld an der Leitha • Purbach am Neusiedler See Marktgemeinden (9) Breitenbrunn • Donnerskirchen • Großhöflein • Hornstein • Loretto • Oggau am Neusiedler See • Sankt Margarethen im Burgenland • Siegendorf • Wulkaprodersdorf Gemeinden (12) Klingenbach • Leithaprodersdorf • Mörbisch am See • Müllendorf • Oslip • Schützen am Gebirge • Steinbrunn • Stotzing • Trausdorf an der Wulka • Wimpassing an der Leitha • Zagersdorf • Zillingtal | Der Bezirk im Nordburgenland umschließt Eisenstadt. Daneben grenzt er im Norden an die niederösterreichischen Bezirke Bruck an der Leitha und Baden, im Westen an den ebenfalls niederösterreichischen Bezirk Wiener Neustadt. Im Süden grenzt der Bezirk Mattersburg und der ungarische Kreis Sopron im Komitat Győr-Moson-Sopron an, im Osten an die Freistadt Rust und an den Bezirk Neusiedl am See.                       |
| ⇑ Güssing GS             | Bezirksvorort Güssing Städte (1) Marktgemeinden (8) Eberau • Güttenbach • Kukmirn • Ollersdorf im Burgenland • Sankt Michael im Burgenland • Stegersbach • Stinatz • Strem Gemeinden (19) Bildein • Bocksdorf • Burgauberg-Neudauberg • Gerersdorf-Sulz • Großmürbisch • Hackerberg • Heiligenbrunn • Heugraben • Inzenhof • Kleinmürbisch • Moschendorf • Neuberg im Burgenland • Neustift bei Güssing • Olbendorf • Rauchwart • Rohr im Burgenland • Tobaj • Tschanigraben • Wörterberg | Güssing liegt im Südburgenland und grenzt im Norden an den Bezirk Oberwart, im Westen an den steirischen Bezirk Hartberg-Fürstenfeld und im Süden an den Bezirk Jennersdorf. Im Osten und Süden grenzt das ungarische Komitat Vas mit den Kreisen Szombathely, Körmend und Szentgotthárd an. |
| ⇑ Jennersdorf JE         | Bezirksvorort Jennersdorf Städte (1) Marktgemeinden (7) Deutsch Kaltenbrunn • Heiligenkreuz im Lafnitztal • Minihof-Liebau • Mogersdorf • Neuhaus am Klausenbach • Rudersdorf • Sankt Martin an der Raab Gemeinden (4) Eltendorf • Königsdorf • Mühlgraben • Weichselbaum | Jennersdorf liegt im Südburgenland und grenzt im Westen an die steirischen Bezirke Hartberg-Fürstenfeld und Südoststeiermark und im Norden an den Bezirk Güssing. Im Süden bilden die slowenischen občine (Gemeinden) Kuzma und Rogašovci die Grenze, im Osten der ungarische Kreis Szentgotthárd im Komitat Vas. |
| ⇑ Mattersburg MA         | Bezirksvorort Mattersburg Städte (1) Marktgemeinden (5) Neudörfl • Pöttsching • Rohrbach bei Mattersburg • Schattendorf • Wiesen Gemeinden (13) Antau • Bad Sauerbrunn • Baumgarten • Draßburg • Forchtenstein • Hirm • Krensdorf • Loipersbach im Burgenland • Marz • Pöttelsdorf • Sieggraben • Sigleß • Zemendorf-Stöttera | Mattersburg liegt im Nordburgenland und grenzt im Norden an den Bezirk Eisenstadt-Umgebung, im Westen an den niederösterreichischen Bezirk Wiener Neustadt und an die Statutarstadt Wiener Neustadt. Im Süden grenzt der Bezirk Oberpullendorf an, im Osten der ungarische Kreis Sopron im Komitat Győr-Moson-Sopron. |
| ⇑ Neusiedl am See ND     | Bezirksvorort Neusiedl am See Städte (2) Frauenkirchen Marktgemeinden (11) Andau • Apetlon • Gols • Illmitz • Jois • Kittsee • Podersdorf am See • Sankt Andrä am Zicksee • Wallern im Burgenland • Weiden am See • Zurndorf Gemeinden (14) Bruckneudorf • Deutsch Jahrndorf • Edelstal • Gattendorf • Halbturn • Mönchhof • Neudorf bei Parndorf • Nickelsdorf • Pama • Pamhagen • Parndorf • Potzneusiedl • Tadten • Winden am See | Der Bezirk Neusiedl am See liegt im Nordburgenland und grenzt im Nordosten an die Slowakei mit dem Okres Bratislava V, im Norden an den niederösterreichischen Bezirk Bruck an der Leitha und im Westen an den Bezirk Eisenstadt-Umgebung und an die Freistadt Rust. Im Osten und Süden grenzt der Bezirk an die ungarischen Kreise Sopron, Kapuvár und Mosonmagyaróvár, die allesamt dem Komitat Győr-Moson-Sopron angehören. |
| ⇑ Oberpullendorf OP      | Bezirksvorort Oberpullendorf Städte (1) Marktgemeinden (14) Deutschkreutz • Draßmarkt • Horitschon • Kobersdorf • Lackenbach • Lockenhaus • Lutzmannsburg • Markt Sankt Martin • Neckenmarkt • Raiding • Steinberg-Dörfl • Stoob • Unterfrauenhaid • Weppersdorf Gemeinden (13) Frankenau-Unterpullendorf • Großwarasdorf • Kaisersdorf • Lackendorf • Mannersdorf an der Rabnitz • Neutal • Nikitsch • Oberloisdorf • Pilgersdorf • Piringsdorf • Ritzing • Unterrabnitz-Schwendgraben • Weingraben                                                                                             | Oberpullendorf liegt im Mittelburgenland und grenzt im Westen an den niederösterreichischen Bezirk Wiener Neustadt und im Nordwesten an den Bezirk Mattersburg. Im Norden und Osten grenzt der Bezirk an den ungarischen Kreis Sopron im Komitat Győr-Moson-Sopron, im Süden und Osten an den Kreis Kőszeg im Komitat Vas. |
| ⇑ Oberwart OW            | Bezirksvorort Oberwart Städte (3) Pinkafeld • Stadtschlaining Marktgemeinden (12) Bernstein im Burgenland • Großpetersdorf • Kohfidisch • Litzelsdorf • Mariasdorf • Markt Allhau • Markt Neuhodis • Neustift an der Lafnitz • Rechnitz • Riedlingsdorf • Rotenturm an der Pinka • Wolfau Gemeinden (17) Bad Tatzmannsdorf • Badersdorf • Deutsch Schützen-Eisenberg • Grafenschachen • Hannersdorf • Jabing • Kemeten • Loipersdorf-Kitzladen • Mischendorf • Oberdorf im Burgenland • Oberschützen • Schachendorf • Schandorf • Unterkohlstätten • Unterwart • Weiden bei Rechnitz • Wiesfleck | Oberwart liegt im Südburgenland und grenzt im Westen an den steirischen Bezirk Hartberg-Fürstenfeld, im Norden an den Bezirk Oberpullendorf und den niederösterreichischen Bezirk Wiener Neustadt und im Süden an den Bezirk Güssing. Im Osten grenzen die ungarischen Kreise Kőszeg und Körmend im Komitat Vas an. |
| ⇑ Rust E                 | Freistadt | Die kleinste Statutarstadt Österreichs sowohl nach Fläche als auch nach Einwohnern liegt im Nordburgenland und wird im Osten vom Bezirk Neusiedl am See und in den anderen Himmelsrichtungen vom Bezirk Eisenstadt-Umgebung begrenzt. |

## Anmerkung
1. ↑   Dies ist die burgenländische Bezeichnung für Statutarstadt und kommt aus ungarischer Tradition, siehe dazu Königliche Freistadt